# 24 de septiembre
El 24 de septiembre es el 267.º (ducentésimo sexagésimo séptimo) día del año —el 268.º (ducentésimo sexagésimo octavo) en los años bisiestos— en el calendario gregoriano. Quedan 98 días para finalizar el año.

## Acontecimientos
- 1493: Cristóbal Colón comienza su segunda expedición a América.
- 1664: en Estados Unidos, Peter Stuyvesant, gobernador de la colonia neerlandesa de Nuevos Países Bajos, entrega el territorio a una flota naval británica liderada por el coronel Richard Nicolls.
- 1789: en los Estados Unidos el Congreso crea la Oficina de Correos.
- 1810: en la ciudad de Santa Cruz de la Sierra (Bolivia) se realiza el Grito Libertario en contra del Imperio español.
- 1810: en la Iglesia Mayor de San Pedro y San Pablo (en San Fernando, Cádiz) se juran las Cortes de Cádiz.
- 1812: en el Campo de las Carreras (Tucumán) las fuerzas argentinas, al mando del abogado y general Manuel Belgrano, vencen a las españolas en la batalla de Tucumán.
- 1821 (sábado): en Trípoli (Grecia) ―en el marco de la guerra de Independencia de Grecia― sucede el segundo día de la Masacre de Trípoli: desde ayer viernes hasta mañana domingo 25 el ejército griego tortura y asesina a 30.000 hombres, mujeres y niños civiles (la mayoría turcos, y una minoría de judíos).
- 1852: en Francia, Henri Giffard realiza el primer vuelo de dirigible. Recorre 27 km entre París y Trappes, a 9 km/h.
- 1869: en los Estados Unidos sucede el Viernes Negro: especulaciones sobre el precio del oro causan el pánico en Wall Street.
- 1877: en Japón tiene lugar la batalla de Shiroyama, último combate de la rebelión de Satsuma, en la que 30 000 soldados del ejército imperial japonés aniquilan por completo a 500 samuráis al mando de Saigō Takamori.
- 1879: Marcelino Sanz de Sautuola regresa a la cueva de Altamira acompañado de su hija de 8 años en ese momento, María Sanz de Sautuola, en busca de rastros de asentamiento humano, mientras el busca por el suelo su hija se fija en las pinturas rupestres situadas en el techo de la cueva.
- 1882: en Barcelona se inaugura el Mercado de San Antonio (en catalán Mercat de Sant Antoni).[1]
- 1928: en Buenos Aires (Argentina) se crean los primeros colectivos (ómnibus) del país. La primera línea funciona desde Plaza de Mayo hasta el barrio de Floresta por 20 centavos de peso.
- 1935: el astrónomo Eugène Joseph Delporte descubre el asteroide Afrodita (1388).
- 1938: en Bolivia, el presidente Germán Busch crea el noveno departamento de Bolivia, denominado departamento de Pando.
- 1944: en el marco de la Segunda Guerra Mundial, el ejército soviético invade Checoslovaquia y Hungría.
- 1946: en India se nombra jefe del Gobierno provisional a Jawaharlal Nehru.
- 1951: en el sitio de pruebas atómicas en Semipalatinsk (Kazajistán) la Unión Soviética hace detonar su tercera bomba atómica (la decimotercera de la Historia humana).

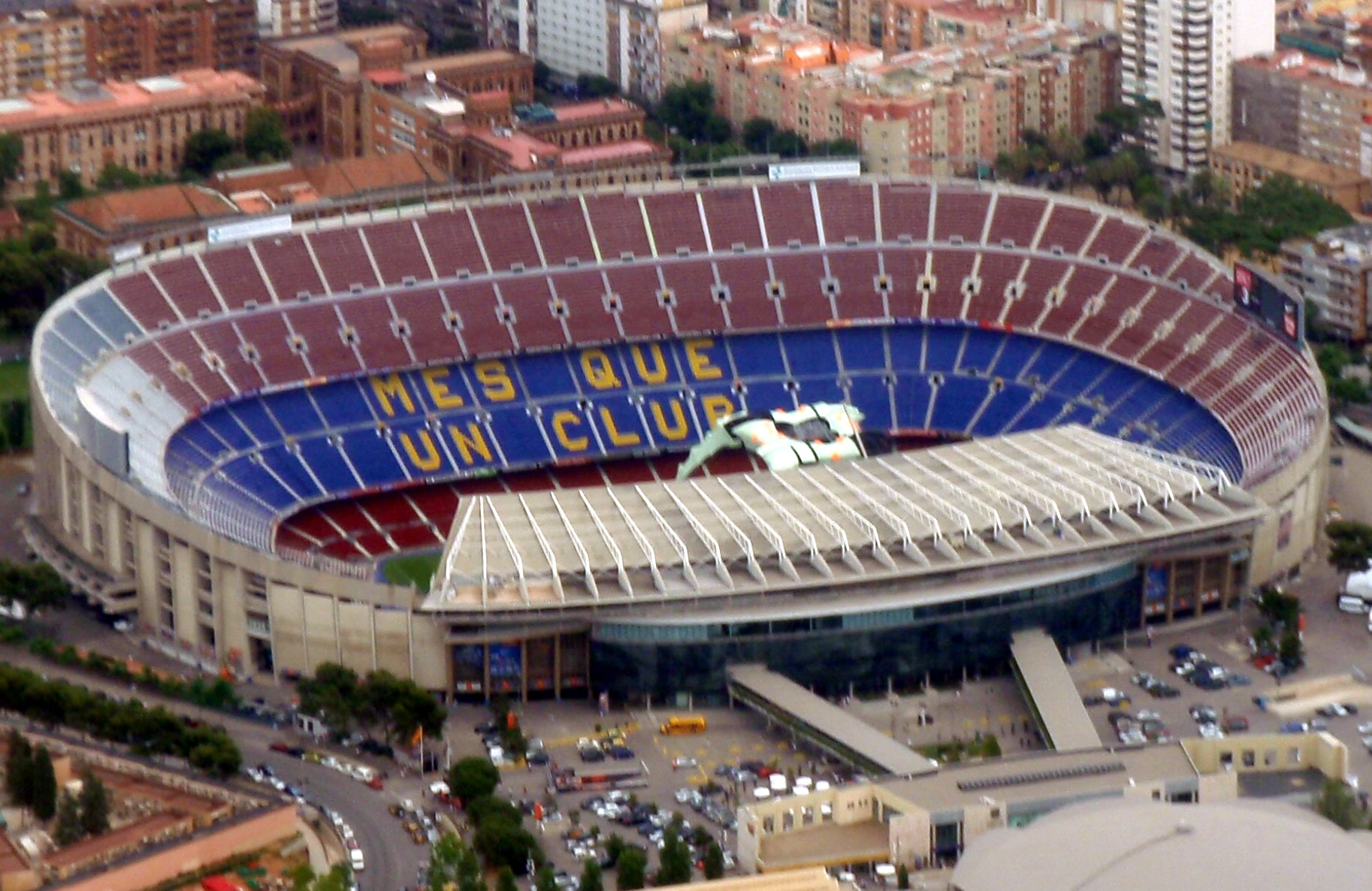
Camp Nou estadio del Fútbol Club Barcelona.

- 1957: Elvis Presley publica el sencillo "Jailhouse rock", banda sonora de la película Jailhouse Rock protagonizada por él mismo.

- 1957: en Barcelona (España) se inaugura el Camp Nou, estadio del Fútbol Club Barcelona.
- 1960: en los Estados Unidos, los astrónomos neerlandeses Cornelis Johannes van Houten (1920-2002) y su esposa Ingrid van Houten-Groeneveld (1921-2015) descubren el asteroide Anubis (1912).
- 1964: se transmitió la primera emisión de La Familia Monster (The Munsters), producida por la cadena estadounidense CBS.
- 1968: a 344 m bajo tierra, en el área U12n.04 del Sitio de pruebas de Nevada, Estados Unidos detona su bomba atómica Hudson Seal, de 20 kilotones. (En comparación, la bomba de Hiroshima fue de 13 kt).
- 1973: Guinea-Bisáu se independiza de Portugal.
- 1976: el astrónomo soviético Nikolai Stepanovich Chernykh descubre el asteroide número 3158, Anga.
- 1982: en la Ciudad de México, se inaugura el Museo Nacional de Culturas Populares.
- 1984: en la localidad de The Dalles (estado de Oregón), miembros de la secta Osho contaminan con salmonella las barras de ensaladas de diez restaurantes locales (atentado bioterrorista de Osho), en los siguientes días caerán enfermas 751 personas, pero no se producirán muertes.
- 1984: en Barcelona (España) se inaugura el Museo del Fútbol Club Barcelona.
- 1988: en los Juegos Olímpicos de Seúl, el canadiense Ben Johnson gana la carrera de 100 metros, estableciendo un récord mundial (9,79 s).
- 1990: en Rusia, el Sóviet Supremo aprueba el cambio de la economía al libre mercado.
- 1990: se publica el disco Rust in Peace de la banda Megadeth.
- 1990: se publica el disco The Razors Edge de la banda de hard-rock AC/DC.
- 1991: se publica el disco Nevermind, de la banda Nirvana.
- 1991: se publica el disco Blood Sugar Sex Magik de Red Hot Chili Peppers.
- 1994: en Orán (Argelia), un fanático musulmán asesina al cantante Cheb Hasni (26) debido a que cantaba música raï romántica.
- 2006: en España se emite por primera vez El hormiguero, uno de los programas más exitosos en España.
- 2007: en los Estados Unidos sale al aire el primer capítulo de la serie televisiva The Big Bang Theory.
- 2013: hizo su estreno Agents of S.H.I.E.L.D., la primera serie televisiva del Universo Cinematográfico de Marvel.
- 2015: en Arabia Saudita ocurre una estampida en La Meca que acaba con la vida de más 700 personas y deja heridas a otras 800.
- 2021: en Argentina, asume la presidencia de la Corte Suprema de Justicia de la Nación el ministro Horacio Rosatti.
- 2024: en México, se inaugura la cuarta sección del Bosque de Chapultepec y la Línea 3 del Cablebús desde Los Pinos/Constituyentes a Vasco de Quiroga.

## Nacimientos
- 15: Vitelio (Aulo Vitelio Germánico), emperador romano (f. 69).
- 1418: Ana de Lusignan, aristócrata francesa (f. 1462).
- 1473: Jorge de Frundsberg, militar y aristócrata alemán (f. 1528).
- 1501: Gerolamo Cardano, matemático italiano (f. 1576).
- 1513: Catalina de Sajonia-Lauemburgo, reina sueca (f. 1535).
- 1534: Gurú Ram Das, religioso pakistaní, cuarto de los diez gurúes del sijismo (f. 1581).
- 1550: Tang Xianzu, escritor chino (f. 1616).
- 1562: Hércules I de Mónaco, aristócrata monegasco (f. 1604).
- 1564: William Adams, marino y navegante inglés (f. 1620).
- 1583: Albrecht von Wallenstein, militar y político bohemio (f. 1634).
- 1598: Giovanni Francesco Busenello, libretista y poeta italiano (f. 1659).
- 1625: Johan de Witt, político alemán (f. 1672).
- 1657: Maria Anna Lindmayr, monja y mistíca alemana (f. 1726).
- 1667: Jean-Louis Lully, músico francés (f. 1688).
- 1672: Giuseppe Accoramboni, cardenal italiano (f. 1747).
- 1705: Leopold Joseph von Daun, militar y aristócrata austriaco (f. 1766).
- 1709: John Cleland, novelista británico (f. 1789).
- 1717: Horace Walpole, político y novelista británico (f. 1797).
- 1725: Arthur Guinness, cervecero irlandés, fundador de la empresa Guiness (f. 1803).
- 1739: Grigori Potemkin, estadista ruso (f. 1791).
- 1750: Luisa de Brandeburgo-Schwedt, aristócrata alemana (f. 1811).
- 1755: John Marshall, estadista y jurista estadounidense (f. 1835).
- 1771: Jean-Andoche Junot, militar francés (f. 1813).
- 1796: Antoine-Louis Barye, escultor francés (f. 1875).
- 1801: Mijaíl Ostrogradsky, físico y matemático ruso (f. 1861).
- 1802: Adolphe d'Archiac, paleontólogo y geólogo francés (f. 1868).
- 1813: Gerardo Barrios, militar y político salvadoreño (f. 1865).
- 1817: Ramón de Campoamor, poeta español (f. 1901).
- 1821: Cyprian Kamil Norwid, poeta, dramaturgo, pintor y escultor polaco (f. 1883).
- 1833: Carlos Navarro Rodrigo, periodista y político español (f. 1903).
- 1852: Mercedes de Velilla, poeta española (f. 1918).
- 1855: Federico Boyd, político y presidente panameño en 1910 (f. 1924).
- 1862: Julia López de Almeida, escritora y feminista brasileña (f. 1934).
- 1870: Georges Claude, químico y físico francés, inventor de la luz de neón (f. 1960).
- 1871: Lottie Dod, deportista británica (f. 1960).
- 1871: Florence Scovel Shinn, artista y escritora estadounidense (f. 1940).
- 1874: Friedrich Ludwig Emil Diels, botánico, y geobotánico alemán (f. 1945).
- 1878: Charles Ferdinand Ramuz, escritor suizo (f. 1947).
- 1880: Sarah Knauss, supercententaria estadounidense (f. 1999).
- 1881: Oreste Bilancia, actor teatral y cinematográfico italiano (f. 1945).
- 1882: Louis Blanche, actor teatral y cinematográfico francés (f. 1960).
- 1884: Gustave Garrigou, ciclista francés (f. 1963).
- 1884: Ismet Inonu, militar y político turco (f. 1973).
- 1884: Ashlag, rabino y cabalista polaco (f. 1954).
- 1886: Edward Bach, médico británico, creador de la "medicina" alternativa mediante flores de Bach (f. 1936).
- 1886: Roberto Marcelino Ortiz, presidente argentino (f. 1942).
- 1889: César Ratti, actor argentino (f. 1944).
- 1890: A. P. Herbert, escritor y humorista británico (f. 1890).
- 1891: William F. Friedman, criptoanalista ruso-estadounidense (f. 1969).
- 1892: Adélard Godbout, político canadiense, primer ministro de Quebec (f. 1956).
- 1893: Juan Pedro Garrahan, médico pediatra argentino (f. 1965).
- 1894: Billy Bletcher, actor, comediante y actor de voz estadounidense (f. 1979).
- 1894: Francisco López de Goicoechea, político español (f. 1973).
- 1895: André Frédéric Cournand, médico y fisiólogo francés, premio Nobel de Fisiología o Medicina en 1956 (f. 1988).
- 1896: F. Scott Fitzgerald, escritor estadounidense (f. 1940).
- 1898: Robert D. Blue, político estadounidense (f. 1989).
- 1898: Howard Walter Florey, farmacólogo australiano, premio Nobel de Fisiología o Medicina en 1945 (f. 1968).
- 1899: David Hunt Linder, botánico estadounidense (f. 1946).
- 1900: Mecha Ortiz, actriz argentina (f. 1987).
- 1902: Ruhollah Jomeiní, dirigente político iraní (f. 1989).
- 1903: James Edgar Dandy, botánico británico (f. 1976).
- 1905: Severo Ochoa, bioquímico español, premio Nobel de Fisiología o Medicina en 1959 (f. 1993).
- 1906: Juan Modesto, militar y político español (f. 1969)
- 1907: Martín Marculeta, futbolista español (f. 1984).
- 1911: Konstantín Chernenko, político siberiano, presidente soviético (f. 1985).
- 1914: Andrzej Panufnik, compositor y director de orquesta polaco (f. 1991)
- 1916: Anne-Marie Brunius, actriz sueca (f. 2002).
- 1916: Greer Skousen, baloncestista mexicano (f. 1988).
- 1917: Otto Günsche, oficial alemán de la SS (f. 2003).
- 1917: Abel Salazar, actor, guionista y productor mexicano (f. 1995).
- 1918: Mario Báncora, educador, ingeniero y físico argentino (f. 2006).
- 1918: Richard Hoggart, sociólogo británico (f. 2014).
- 1918: Audra Lindley, actriz estadounidense (f. 1997).
- 1922: Cornell MacNeil, barítono estadounidense (f. 2011).
- 1923: Lee Yuan-tsu, político chino (f. 2017).
- 1924: Sergio Magaña, dramaturgo y escritor mexicano (f. 1990).
- 1925: Geoffrey Burbidge, astrofísico británico-estadounidense (f. 2010).
- 1926: Ricardo María Carles Gordó, arzobispo y cardenal español (f. 2013).
- 1928: René Lavand, ilusionista argentino (f. 2015).
- 1929: Tilsa Tsuchiya, pintora peruana (f. 1984).
- 1930: John W. Young, astronauta estadounidense (f. 2018).
- 1930: Graciela Araujo, actriz argentina (f. 2019).
- 1931: Alberto Anchart, actor y comediante argentino (f. 2011).
- 1931: Leopoldo Verona, actor argentino (f. 2014).
- 1931: Mike Parkes, piloto de automovilismo británico (f. 1977).
- 1934: John Brunner, escritor de ciencia ficción británico (f. 1995).
- 1936: Jim Henson, productor y cineasta estadounidense, creador de los Muppets (f. 1990).
- 1939: Wayne Henderson, músico estadounidense, de la banda The Crusaders (f. 2014).
- 1940: Amelita Baltar, cantante de tangos argentina.
- 1940: Yves Navarre, escritor francés (f. 1994).
- 1941: Linda McCartney, cantautora y tecladista estadounidense, esposa del beatle Paul McCartney (f. 1998).
- 1941: Italo Zilioli, ciclista italiano.
- 1942: Gerry Marsden, cantante británico, de la banda Gerry & The Pacemakers (f. 2021).
- 1943: Antonio Tabucchi, escritor italiano (f. 2012).
- 1947: Robert Holmes "R. H." Thomson, actor canadiense.
- 1948: Phil Hartman, actor y comediante canadiense (f. 1998).
- 1948: Jaume Sisa, músico español.
- 1950: Kristina Wayborn, actriz sueca.
- 1950: Harriet Walter, actriz británica.
- 1951: Alfonso Portillo, político guatemalteco, presidente entre 2000 y 2004.
- 1951: Mark Sandman, músico estadounidense, líder de Morphine
- 1954: Marco Tardelli, futbolista italiano.
- 1955: Riccardo Illy, político italiano.
- 1956: Juan Villoro, escritor, traductor, cronista y periodista mexicano.
- 1957: Tongo, músico y político peruano (f. 2023).
- 1957: Brad Bird, director de cine estadounidense.
- 1958: Kevin Sorbo, actor estadounidense.
- 1958: Elena Ochoa, psicóloga y presentadora de televisión española.
- 1958: Carlos Sadir, político argentino, Gobernador de Jujuy desde 2023.
- 1959: Ana Mato, política española.
- 1960: Celso Jaque, gobernador argentino.
- 1961: John Logan, guionista estadounidense.
- 1961: Elizabeth Vernaci, locutora de radio argentina.
- 1962: Nia Vardalos, actriz canadiense.
- 1962: Sergio Ziliotto, político argentino, Gobernador de La Pampa desde 2019.
- 1963: Adán Augusto López Hernández, político mexicano.
- 1963: Arantxa Tapia, ingeniera, profesora universitaria y política española.
- 1964: Alberto Albístegui, futbolista español.
- 1964: Ainhoa Arteta, soprano española.
- 1964: Jeff Krosnoff, piloto de automovilismo estadounidense (f. 1996).
- 1965: Sean McNabb, baterista estadounidense de la banda Quiet Riot.
- 1966: Christophe Bouchut, piloto de automovilismo francés.
- 1969: Shawn Crahan, músico estadounidense de la banda Slipknot.
- 1969: Goya Toledo, modelo y actriz española.
- 1970: Sylvia Poll, ex nadadora costarricense.
- 1971: Peter Salisbury, baterista británico, de la banda The Verve.
- 1971: Carlos Maussa, boxeador colombiano.
- 1972: Pierre Amine Gemayel, político libanés (f. 2006).
- 1972: Emir Meza, artista mexicano.
- 1972: Pablo Rago, actor argentino.
- 1975: Sergio Múñiz, actor español.
- 1976: Pedro Andreu, escritor español.
- 1976: Stephanie McMahon, luchadora profesional estadounidense.
- 1977: Frank Fahrenhorst, futbolista alemán.
- 1979: Fabio Aurelio, futbolista brasileño.
- 1979: Casey Johnson, empresaria estadounidense (f. 2010).
- 1979: Judith Segura, actriz colombiana.
- 1980: Daniele Bennati, ciclista italiano.
- 1980: Petri Pasanen, futbolista finlandés.
- 1980: John Arne Riise, futbolista noruego.
- 1981: Simon Patterson, DJ y productor de música trance de origen irlandés.
- 1982: Cristian Daniel Ledesma, futbolista argentino.
- 1984: Ismael González Núñez, atleta español (f. 2010).
- 1984: Klaudia Jans-Ignacik, tenista polaca.
- 1985: Jessica Lucas, actriz estadounidense.
- 1985: Jonathan Soriano, futbolista español.
- 1986: Lionel Bringuier, director de orquesta francés.
- 1986: Leah Dizon, modelo y cantante estadounidense.
- 1987: Matthew Connolly, futbolista británico.
- 1987: Spencer Treat Clark, actor estadounidense.
- 1988: Kyle Sullivan, actor estadounidense.
- 1989: Pia Wurtzbach, actriz y reina filipina.
- 1991: Oriol Romeu, futbolista español.
- 1991: Frank Nouble, futbolista británico.
- 1993: Kevin Ceccon, piloto de automovilismo italiano.
- 1993: Sonya Deville, luchadora profesional estadounidense.
- 1994: Guillermo Hassan, actor y cantante argentino.
- 2003: Joe Locke, actor británico.
- 2007: Marjorie Bernardes, actriz brasileña.
- 2010: Alejandro Delgado Barcia, speedcuber español
- 2012: Giordana Cristalli, actriz infantil peruana

## Fallecimientos
- 366: Liberio, papa italiano (n. 310).
- 768: Pipino el Breve, rey franco (n. 715).
- 1054: Hermann von Reichenau, compositor suabio alemán (n. 1013).
- 1180: Manuel I Comneno, emperador bizantino (n. 1118).
- 1230: Alfonso IX, rey de León (n. 1171).
- 1494: Ángelo Poliziano, poeta y humanista italiano (n. 1454).
- 1541: Paracelso, médico y químico suizo (n. 1493).
- 1545: Alberto de Brandeburgo, arzobispo alemán (n. 1490).
- 1572: Túpac Amaru I, emperador inca asesinado, ancestro de Túpac Amaru II (n. 1545).
- 1605: Manuel Mendes, compositor portugués (n. c. 1547).
- 1624: Pedro Téllez-Girón y Velasco, aristócrata, político y militar español (n. 1574).
- 1707: Vincenzo da Filicaja, poeta italiano (n. 1642).
- 1732: Reigen Tennō, emperador japonés (n. 1654).
- 1803: Elena Pávlovna Románova, heredero al trono ruso (n. 1784).
- 1820: Pedro Aranaz, compositor español (n. 1740).
- 1834: Pedro IV, aristócrata portugués, emperador de Brasil (n. 1798).
- 1848: Branwell Brontë escritor y pintor inglés (n. 1817).
- 1852: Francisco Javier Castaños, general español (n. 1758).
- 1865: Antonio Rosales, militar mexicano que participó en la Batalla de San Pedro derrotando a los franceses (n. 1822).
- 1874: Teófilo Ivanovski, general argentino (n. 1827).
- 1877: Saigō Takamori, último samurái (n. 1828).
- 1890: Ezequiel Hurtado, militar y presidente colombiano (n. 1825).
- 1904: Niels Ryberg Finsen, médico danés, premio Nobel de Fisiología o Medicina en 1903 (n. 1860).
- 1920: Carl Fabergé, orfebre y joyero ruso (n. 1846).
- 1924: Manuel Estrada Cabrera, político guatemalteco, presidente de Guatemala entre 1890 y 1920 (n. 1957).
- 1939: Carl Laemmle, cineasta alemán (n. 1867).
- 1945: La Argentinita, bailaora de flamenco hispanoargentina (n. 1898).
- 1949: Enrico Guazzoni, cineasta y guionista italiano (n. 1876).
- 1953: Jacobo Fitz-James Stuart y Falcó, aristócrata español (n. 1878).
- 1953: Berthold Viertel, cineasta austriaco (n. 1885).
- 1954: Constancio Vigil, escritor uruguayo (n. 1876).
- 1963: Mary Agnes Chase, botánica, ilustradora y agrónoma estadounidense (n. 1869).
- 1967: Francesc Almela i Vives, escritor e historiador español (n. 1903).
- 1967: Robert Hans van Gulik, orientalista, diplomático, escritor y músico de guqin (n. 1910).
- 1971: Schlitzie, artista de circo y actor estadounidense (n. 1901).
- 1973: Josué de Castro, geógrafo, médico, escritor y activista brasileño (n. 1908).
- 1976: Miguel Ángel García-Lomas, político y arquitecto español (n. 1913).
- 1977: Piet Zwart, arquitecto neerlandés (n. 1885).
- 1981: Patsy Kelly, actriz teatral y cinematográfica estadounidense (n. 1910).
- 1991: Dr. Seuss, escritor británico de cuentos infantiles (n. 1904).
- 1993: Ian Stuart, músico neonazi británico (n. 1957).
- 1994: Cheb Hasni, cantante argelino, asesinado (n. 1968).
- 1998: Genrich Altshuller, ingeniero y escritor soviético (n. 1926).
- 1999: Juan Gallardo, cantante y actor mexicano (n. 1940).
- 2004: Françoise Sagan, escritora francesa (n. 1935).
- 2007: Odón Betanzos, periodista, poeta, novelista y crítico español (n. 1925).
- 2010: Guennadi Yanáyev, político soviético (n. 1937).
- 2013: Sagadat Nurmagambetov, militar soviético y kazajo, primer ministro de Defensa de Kazajistán (n. 1924)
- 2014: Antonio Barrera de Irimo, político español (n. 1929).
- 2016: Bill Nunn, actor estadounidense (n. 1952).
- 2017: Gisèle Casadesus, actriz francesa (n. 1914).
- 2021: Jorge Velasco Mackenzie, escritor ecuatoriano (n. 1949).
- 2022: Pharoah Sanders (81), músico estadounidense de jazz (n. 1940).
- 2022: Chris Davidson, surfista australiano (n. 1978).
- 2024: Ibrahim Muhammad Kabisi, comandante de la unidad de misiles de Hezbolá (n. ¿?).

## Celebraciones
- Día Mundial de Investigación contra el Cáncer.[2]
- Día Mundial contra el Cáncer de Tiroides.
- Día Mundial contra las Patentes de Software.
- Día Mundial del Gorila.

 Por países
(Por orden alfabético)
- Argentina
  - Día del Colectivero.[3]
  - Día del Trabajador de la Industria Química y Petroquímica.[4]En conmemoración a la fundación el domingo 24 de septiembre de 1950 de la Federación Argentina de Trabajadores de Industrias Químicas y Petroquímicas (FATIQYP).
    -  Ciudad Autónoma de Buenos Aires (CABA): 
      - Día del Colectivo. 24 de septiembre de 1928 (hace ya 96 años, 10 meses y 18 días).[5]
Fecha simbólicamente considerada como inaugural del autotransporte colectivo de pasajeros e inicio de la generalización de esta modalidad de viajes urbanos en la Ciudad de Buenos Aires.[6]

    -  Misiones: 
      - Día de la Virgen de la Merced, Patrona de Salto Encantado.[7]

    -  Tierra del Fuego: 
      - Aniversario de la creación del Destacamento Naval Río Grande (DNRG) de la Armada Argentina, creado en 1993 (hace ya 31 años, 10 meses y 18 días). Su principal función es controlar, administrar y mantener de todo el material y la infraestructura del cuartel donde se encuentra instalada la Fuerza de Infantería de Marina Austral.

    -  Tucumán: 
      - Aniversario de la Batalla de Tucumán (hace ya 212 años, 10 meses y 18 días).[8]
      - Celebración de la Fiesta de la Virgen Generala de La Merced.[9]Jornada de celebración, movilización y oración, en honor a la generala del Ejército Argentino. Como cada año, se hacen misas, procesiones y diferentes homenajes a lo largo y ancho de toda la provincia, exclusivamente dedicada a la patrona provincial.

- Austria
  - Salzburgo: San Ruperto.[10]

- Bolivia
  - Aniversario de los departamentos de Santa Cruz y Pando.

- Camboya:
  - Día de la Constitución.

- Estados Unidos:
  - Día Nacional del Jubileo de las Cerezas.
(en inglés: Cherries Jubilee Day).
  - Día de los Estilistas de Pestañas.
(en inglés: Lash Stylists’ Day).
  - Día Nacional de la Puntuación.
(en inglés: Punctuation Day).

- Guinea-Bisáu:
  - Día de la Independencia.

- Nueva Caledonia:
  - Día de Nueva Caledonia.

- Perú:
  - Día de las Fuerzas Armadas.

- Puerto Rico:
  - Día Nacional del Mofongo.[11]Platillo tradicional de esta isla.
(Fufú de plátano verde).

- Sudáfrica:
  - Día del Patrimonio.

- Tailandia:
  - Día de Mahidol.

- Trinidad y Tobago:
  - Día de la República.

### Santoral católico

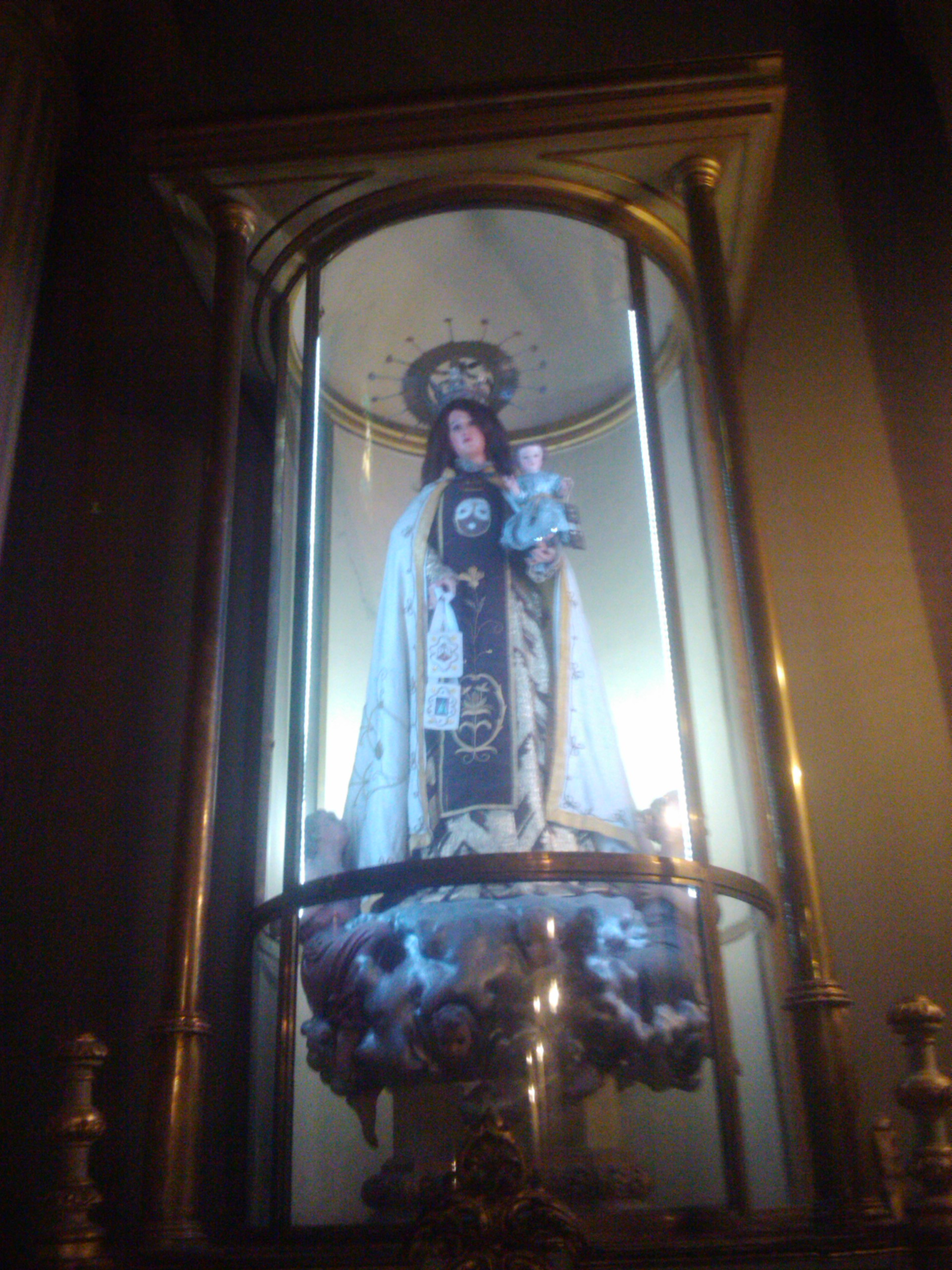
Imagen de la Virgen de la Merced en la Basílica que lleva su nombre, patrona de la provincia argentina de Tucumán.

- Día de Nuestra Señora de las Mercedes.
- Nuestra Señora de las Mercedes.
- San Anatolio de Milán, obispo (s. II).
- Santos Andoquio, Tirso y Félix de Seaulieu, mártires.
- San Rústico de Auvernia, obispo (s. V).
- San Lupo de Lyon, obispo (528).
- San Isarno de Marsella, abad (1043).
- San Gerardo Sagredo de Morisena, obispo y mártir (1046).
- Beato Dalmacio Moner, presbítero (1341).
- Beatos Guillermo Spenser, y Roberto Hardesty, mártires (1589).
- San Antonio González, presbítero y mártir (1637).
- San Pacífico de San Severino, presbítero (1721).
- Beato Antonio Martín Slomsek, obispo (1862).
- Beata Columba Gabriel, abadesa y fundadora (1926).
- Beato José Raimundo Pascual Ferrer Botella, presbítero y mártir (1936).
- Beato José María Ferrándiz Hernández, presbítero y mártir (1936).
- Beata Encarnación Gil Valls, virgen y mártir (1936).
- Beato José Raimundo Ferragud Girbés, mártir (1936).